# Haşmet Akal
Haşmet Akal (* 1918 in Istanbul; † 1960 in Ankara) war ein türkischer Kunstmaler und Hochschullehrer. 
Akal studierte Malerei an der Istanbuler staatlichen Akademie der Bildenden Künste, unter anderem mit Leopold Levy. Sein Diplom erhielt er 1940.
Die Absolventen gründeten anschließend die Yeniler Grubu („neue Gruppe“). 
Im Jahre 1943 schickte ihn der türkische Staat mit einem Stipendium nach Paris, wo er unter anderem mit den Malern André Lhote und Fernand Léger arbeitete. Während dieser Zeit assistierte er dem Maler Jean Metzinger. In Valenciennes in Nordfrankreich gewann er einen Wettbewerb und erhielt den Auftrag, die Innenmalerei einer Kirche zu gestalten. 1953 kehrte er in die Türkei zurück. Es folgten zahlreiche Ausstellungen; 1956 nahm er der Hochschule der Stadt Mersin einen Ruf als Kunstprofessor an. 
In seinem Leben prägte ihn die Laufbahn seines Vaters Rasim Haşmet Akal.